# Lasiosphaeriaceae
Lasiosphaeriaceae es una familia de hongos en Ascomycota, clase Sordariomycetes.

## Géneros
- Anopodium
- Apiosordaria
- Apodospora
- Apodus
- Arecacicola
- Arniella
- Arnium
- Bombardia
- Bombardioidea
- Camptosphaeria
- Cercophora
- Diffractella
- Diplogelasinospora
- Emblemospora
- Eosphaeria
- Fimetariella
- Jugulospora
- Lacunospora
- Lasiosphaeria
- Periamphispora
- Podospora
- Pseudocercophora
- Schizothecium
- Strattonia
- Thaxteria
- Triangularia
- Tripterosporella
- Zopfiella
- Zygopleurage
- Zygospermella